# Cainsville (Missouri)
Cainsville város az USA Missouri államában Harrison megyében. Lakosainak száma 283 fő (2020. április 1.).

## Népesség
A település népességének változása:

| 2010 | 290 |
| 2020 | 283 |